# Judo-Europameisterschaften 2025
Die Judo-Europameisterschaften 2025 wurden vom 23. bis zum 27. April in der montenegrinischen Hauptstadt Podgorica ausgetragen.

## Ergebnisse

### Männer
| Gewichtsklasse | Gold                  | Silber                    | Bronze             |
| -------------- | --------------------- | ------------------------- | ------------------ |
| bis 60 kg      | Giorgi Sardalaschwili | IJF Ajub Blijew           | Ahmad Yusifov      |
| bis 60 kg      | Giorgi Sardalaschwili | IJF Ajub Blijew           | Luka Mkheidze      |
| bis 66 kg      | Daikii Bouba          | IJF Murad Tschopanow      | Luukas Saha        |
| bis 66 kg      | Daikii Bouba          | IJF Murad Tschopanow      | Walide Khyar       |
| bis 73 kg      | IJF Daniil Lawrentew  | Manuel Lombardo           | Joan-Benjamin Gaba |
| bis 73 kg      | IJF Daniil Lawrentew  | Manuel Lombardo           | Rəşid Məmmədəliyev |
| bis 81 kg      | IJF Timur Arbuzow     | Tato Grigalaschwili       | Matthias Casse     |
| bis 81 kg      | IJF Timur Arbuzow     | Tato Grigalaschwili       | Zəlim Tçqayev      |
| bis 90 kg      | Christian Parlati     | Maxime-Gaël Ngayap Hambou | Murad Fatiyev      |
| bis 90 kg      | Christian Parlati     | Maxime-Gaël Ngayap Hambou | Iwajlo Iwanow      |
| bis 100 kg     | Ilia Sulamanidse      | Zelym Kotsoiev            | Simeon Catharina   |
| bis 100 kg     | Ilia Sulamanidse      | Zelym Kotsoiev            | Gennaro Pirelli    |
| über 100 kg    | IJF Inal Tassojew     | IJF Waleri Jendowizki     | Erik Abramov       |
| über 100 kg    | IJF Inal Tassojew     | IJF Waleri Jendowizki     | Lukáš Krpálek      |

### Frauen
| Gewichtsklasse | Gold             | Silber              | Bronze              |
| -------------- | ---------------- | ------------------- | ------------------- |
| bis 48 kg      | Shirine Boukli   | Catarina Costa      | Assunta Scutto      |
| bis 48 kg      | Shirine Boukli   | Catarina Costa      | Andrea Stojadinov   |
| bis 52 kg      | Distria Krasniqi | Odette Giuffrida    | Naomi van Krevel    |
| bis 52 kg      | Distria Krasniqi | Odette Giuffrida    | Ariane Toro         |
| bis 57 kg      | Seija Ballhaus   | Eteri Liparteliani  | Martha Fawaz        |
| bis 57 kg      | Seija Ballhaus   | Eteri Liparteliani  | Veronica Toniolo    |
| bis 63 kg      | Renata Zachová   | Clarisse Agbegnenou | Joanne van Lieshout |
| bis 63 kg      | Renata Zachová   | Clarisse Agbegnenou | Carlotta Avanzato   |
| bis 70 kg      | Szofi Özbas      | Elisavet Teltsidou  | Lara Cvjetko        |
| bis 70 kg      | Szofi Özbas      | Elisavet Teltsidou  | Aleksandra Andrić   |
| bis 78 kg      | Patrícia Sampaio | Anna Monta Olek     | Julija Kurtschenko  |
| bis 78 kg      | Patrícia Sampaio | Anna Monta Olek     | Fanny Posvite       |
| über 78 kg     | Romane Dicko     | Raz Hershko         | Asya Tavano         |
| über 78 kg     | Romane Dicko     | Raz Hershko         | IJF Elis Starzewa   |

### Mixed
| Gewichtsklasse | Gold | Silber | Bronze | Bronze |
| -------------- | --- | --- | --- | --- |
| Mannschaft     | GeorgienEteri Liparteliani Luka Maisuradse Lascha Schawdatuaschwili Giogri Jabniaschwili Nino Loladse Micheili Bachbachaschwili Mariam Tschanturia Iralki Demetraschwili Sopio Somchischwili Eter Askilaschwili Guram Tuschischwili | ItalienManuel Lombardo Christian Parlati Veronica Toniolo Giovanni Esposito Irene Pedrotti Giorgia Stangherlin Kenny Komi Bedel Asya Tavano Erica Simonetti Odette Giuffrida Gennaro Pirelli | DeutschlandSeija Ballhaus Pauline Starke Igor Wandtke Dena Pohl Jano Rübo Fabian Kansy Friederike Stolze Erik Abramov Losseni Kone Timo Cavelius Samira Bouizgarne Anna Monta Olek | IJF International Judo FederationDanil Lawrentew Mansur Lorsanow Karen Galstjan Irina Zujewa Darja Meschezkaja Darja Antonowa Tamara Lischtschenko Elis Starzewa Marija Iwanowa Denis Batschajew Timur Arbuzow |

## Medaillenspiegel
| Platz  | Land                              | Gold | Silber | Bronze | Gesamt |
| ------ | --------------------------------- | ---- | ------ | ------ | ------ |
| –      | IJF International Judo Federation | 3    | 3      | 2      | 8      |
| 1      | Frankreich                        | 3    | 2      | 5      | 10     |
| 2      | Georgien                          | 3    | 2      | –      | 5      |
| 3      | Italien                           | 1    | 3      | 5      | 9      |
| 4      | Deutschland                       | 1    | 1      | 2      | 4      |
| 5      | Portugal                          | 1    | 1      | –      | 2      |
| 6      | Tschechien                        | 1    | –      | 1      | 2      |
| 7      | Kosovo                            | 1    | –      | –      | 1      |
| 7      | Ungarn                            | 1    | –      | –      | 1      |
| 9      | Aserbaidschan                     | –    | 1      | 4      | 5      |
| 10     | Griechenland                      | –    | 1      | –      | 1      |
| 10     | Israel                            | –    | 1      | –      | 1      |
| 12     | Niederlande                       | –    | –      | 3      | 3      |
| 13     | Serbien                           | –    | –      | 2      | 2      |
| 14     | Belgien                           | –    | –      | 1      | 1      |
| 14     | Bulgarien                         | –    | –      | 1      | 1      |
| 14     | Finnland                          | –    | –      | 1      | 1      |
| 14     | Kroatien                          | –    | –      | 1      | 1      |
| 14     | Spanien                           | –    | –      | 1      | 1      |
| 14     | Ukraine                           | –    | –      | 1      | 1      |
| Gesamt | Gesamt                            | 15   | 15     | 30     | 60     |